# Bō (arma)
|  | Per a altres significats, vegeu «Bo». |

Un bō (棒 «bastó») és una arma en forma de bastó allargat, generalment feta de fusta (com roure) o bambú. Existeixen d'una forma o altra en totes les cultures. Varien en el llarg, i en el pes, flexibilitat, o decoració (poden ser tan rústics com una branca d'arbre o tan decorat como una obra d'art).
L'ús primari del bo és el d'amplificar la força utilitzada per donar un per mitjà de l'ús de la palanca. El bo és utilitzat per arribar a objectius de mig abast.
L'art marcial japonès dedicat a l'ús del bo és conegut com a bojutsu, encara que l'escola Masakatsu Bo Jutsu, fundada per O Sensei Morihei Ueshiba sol practicar-se com a complement de l'Aikido.
Una versió més curta del bo anomenada jo és també usada com arma en algunes arts marcials com l'aikido i el jodo.